# Ivane Merabisvili
Ivane (Vano) Mirabisvili (grúzul: ივანე /ვანო/ მერაბიშვილი; Ude, 1968. április 15.) grúz politikus, 2004. június 7. – december 17. között állambiztonsági miniszter volt, 2004. december 18-tól Grúzia belügyminisztere, 2012. július 4-től október 20-ig miniszterelnök.
A Tbiliszi Műszaki Egyetem bányamérnöki Karán végzett 1992-ben. Tanulmányai után az egyetemen maradt, ahol 1992–1995 között tudományos munkát végzett. Kezdetben laborasszisztensi beosztásban dolgozott, majd végül tudományos segédmunkatárs volt.
Már 1995-ben bekapcsolódott a grúziai közéletbe, 1995-ben a Földtulajdonosok Érdekvédelmi Szövetségének elnöke lett. A nagypolitikában azonban csak 1999 óta van jelen, amikor az Eduard Sevardnadze által alapított Grúz Polgári Szövetség színeiben a grúz parlament képviselőéjévé választották. 2000-től a parlament gazdasági bizottságának elnökhelyettese volt. Később szembekerült Sevardnadze elnökkel, akit a reformok elmaradása és a korrupció terjedése miatt kritizált. 2001-ben a Sevardnadzét bíráló Miheil Szaakasvili akkori igazságügy-miniszter támogatója lett.
2002 őszén tiltakozó akciót szervezett a helyhatósági választásokon elkövetett csalások ellen, majd októberben Szaakasvilivel megalapították az ellenzéki Nemzeti Mozgalmat, melynek főtitkára lett.
2003-ban Belgrádba utazott, hogy felvegye a kapcsolatot a Slobodan Miloševićet megbuktató egykori szerb ellenzéki erőkkel. A szerb tapasztalatok alapján 2003. május–június folyamán Grúziában a Nemzeti Mozgalom mintegy 1500 tagját készítették fel néhány napos tanfolyamokon a Sevardnedze-rendszer megbuktatását célzó hatékony demonstrációkra.
2003 őszi rózsás forradalom győzelme után az elnökké választott, 2004. január 25-én hivatalába beiktatott Miheil Szaakasvili elnök nemzetbiztonsági tanácsadójává, a Grúz Nemzetbiztonsági Tanács titkáráva nevezte ki Merabisvilit. Ezt a posztot öt hónapig töltötte be, majd 2007. június 7-én a grúz Állambiztonsági Minisztérium vezetésével bízták meg Zurab Zsvania kormányában. Ezt a minisztériumot hamarosan beolvasztották a grúz belügyminisztériumba, melynek vezetője lett december 18-án. Merabisvili keményvonalas politikusnak számít. Többször érte kritika az ellenzék részéről a Szaakasvili-ellenes megmozdulások felszámolása során alkalmazott kemény rendőri fellépés miatt.
Szaakasvili elnök 2012. június 30-n miniszterelnöknek jelölte, amit a grúz parlament július 4-n hagyott jóvá.
Merabisvili nős, egy gyermeke van. Angolul beszél.

## Külső hivatkozások
- Életrajza a grúz kormány honlapján (angolul)[halott link]